# Kemmerer
Kemmerer is een plaats (city) in de Amerikaanse staat Wyoming, en valt bestuurlijk gezien onder Lincoln County.

## Demografie
Bij de volkstelling in 2000 werd het aantal inwoners vastgesteld op 2651. In 2006 is het aantal inwoners door het United States Census Bureau geschat op 2525, een daling van 126 (-4,8%).

## Geografie
Volgens het United States Census Bureau beslaat de plaats een oppervlakte van 19,1 km², geheel bestaande uit land. Kemmerer ligt op ongeveer 2107 m boven zeeniveau.

## Plaatsen in de nabije omgeving
De onderstaande figuur toont nabijgelegen plaatsen in een straal van 60 km rond Kemmerer.